# Pýrgos, Kreta
Pýrgos är en ort i Grekland.   Den ligger i prefekturen Nomós Irakleíou och regionen Kreta, i den sydöstra delen av landet, 400 km söder om huvudstaden Aten. Pýrgos ligger 282 meter över havet och antalet invånare är 1 134.
Terrängen runt Pýrgos är varierad.  Närmaste större samhälle är Arkalochóri, 18,7 km nordost om Pýrgos. Trakten runt Pýrgos består i huvudsak av gräsmarker.